# Паїн-Ґомоль
Паїн-Ґомоль (перс. پائين گمل) — село в Ірані, у дегестані Лайл, у Центральному бахші, шагрестані Ляхіджан остану Ґілян. За даними перепису 2006 року, його населення становило 267 осіб, що проживали у складі 64 сімей.